# Edgar Herschler

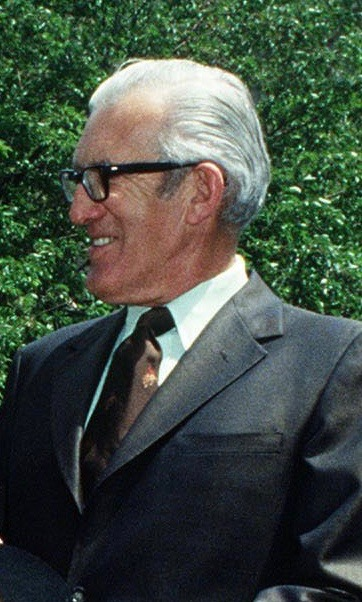
Gouverneur Herschler während einer Zeremonie (1977)

Edgar „Ed“ Herschler (* 27. Oktober 1918 in Kemmerer, Wyoming; † 5. Februar 1990 ebenda) war ein US-amerikanischer Politiker der Demokratischen Partei und drei Amtszeiten lang 28. Gouverneur des Bundesstaates Wyoming.

## Biografie
Herschler, der auf einer Ranch aufwuchs, absolvierte nach dem Besuch an öffentlichen Schulen ein Vorstudium der Rechtswissenschaften an der University of Colorado. Während des Zweiten Weltkrieges diente er als Sergeant des United States Marine Corps im Südpazifik und wurde mit dem Purple Heart und dem Silver Star ausgezeichnet. Nach dem Zweiten Weltkrieg setzte Herschler sein Studium fort und erwarb 1949 eine Graduierung in Rechtswissenschaften an der University of Wyoming. Anschließend wurde er Staatsanwalt seiner Geburtsstadt Kemmerer.
Bald darauf begann Herschler auch eine politische Laufbahn und gehörte als Mitglied der Demokratischen Partei von 1959 bis 1969 fünf Mal als Mitglied dem Repräsentantenhaus von Wyoming an. Danach war er nicht nur Staatsanwalt (Prosecutor) von Lincoln County, sondern auch Präsident der Rechtsanwaltsvereinigung von Wyoming (Wyoming Bar Association) und Exekutivsekretär des Zentralkomitees der Demokratischen Partei des Bundesstaates.
1974 wurde Herschler erstmals zum Gouverneur von Wyoming gewählt und hatte dieses Amt nach zwei Wiederwahlen vom 2. Januar 1975 bis zum 2. Januar 1987 inne. Damit war der sehr populäre Politiker der einzige Gouverneur des überwiegend republikanisch geprägten Bundesstaates mit drei Amtszeiten. Als Gouverneur war er außerdem Vorsitzender der Konferenz und des Politischen Büros der Gouverneure der West-USA sowie der Ölkommission der Bundesstaaten (Interstate Oil Compact Commission).
Anschließend war Herschler bis zu seinem Tod als Rechtsanwalt in Wyomings Hauptstadt Cheyenne tätig.